# Grzegorz z Nazjanzu
Grzegorz z Nazjanzu (stgr. Γρηγόριος ὁ Ναζιανζηνός), w tradycji chrześcijańskiej także Grzegorz Teolog (stgr. Γρηγόριος ὁ Θεολόγος) (ur. ok. 326–330 w Karbali w Kapadocji, zm. 390 lub 391 prawdopodobnie w Nazjanzie) – grecki filozof, teolog, retor i poeta; jeden z tzw. ojców kapadockich. Biskup Konstantynopola. Święty Kościoła katolickiego, Kościoła prawosławnego oraz Kościołów przedchalcedońskich, luterańskich i anglikańskich. Podczas obrad soboru konstantynopolitańskiego, którym przewodniczył, wprowadził do wyznania wiary tezę własnego autorstwa, zgodnie z którą monoteistyczny Bóg istnieje w trzech hipostazach. Na soborze chalcedońskim nadano mu przydomek Teolog, który przysługuje, poza Grzegorzem, jedynie autorowi Ewangelii Jana. W katolicyzmie i prawosławiu tytułowany jest wielkim doktorem Kościoła.
Grzegorz odegrał decydującą rolę w procesie hellenizacji chrześcijaństwa. Był pisarzem o niezwykłej erudycji filologicznej. Posługiwał się literacką i naukową spuścizną grecką, od Homera po autorów jemu współczesnych, dostosowując klasyczne słownictwo do potrzeb piśmiennictwa chrześcijańskiego. Gdy nie mógł odnaleźć właściwych terminów, tworzył własne. Jak obliczono, stworzył około 500 neologizmów, z których większość na trwałe weszła do europejskiej nauki i literatury. Zintegrował język literacki semickiej Biblii z greckim językiem naukowym, opartym na logice i dialektyce. Przed nim tylko Orygenes zdołał podobnie skutecznie połączyć grecką filozofię z chrześcijańską teologią. Po odrzuceniu orygenizmu w końcu IV wieku i oficjalnym potępieniu z 553 roku, nauka Grzegorza stała się paradygmatem, który zdominował rozwój myśli chrześcijańskiej aż po wiek XXI.
Biskupa Konstantynopola uważano za najważniejszego z teologów w Bizancjum, a później na Rusi. Jeszcze za życia Grzegorza, jego dorobek przejęto na Zachodzie. Stało się tak dzięki tłumaczeniom Rufina z Akwilei oraz pismom Hieronima ze Strydonu, który uważał się za ucznia biskupa Konstantynopola. Łacińskie przekłady i omówienia dzieł Grzegorza wpłynęły bezpośrednio, między innymi, na twórczość Ambrożego z Mediolanu, Augustyna z Hippony czy Grzegorza Wielkiego, a poprzez nich na naukę zachodnioeuropejską.
Filozofia Grzegorza była eklektyczna. Zawierała arystotelesowską logikę i dialektykę, transcendencję opisywała za pomocą platońskich idei, wszechświat w kategoriach stoickiego determinizmu, zaś etykę opierała na zasadzie radykalnego uwolnienia od materii cyników. Ze szkół hellenistycznych Grzegorz najbardziej cenił filozofię cynicką, przede wszystkim za jej dążenie do wolności i nacisk położony na praktykę, a nie teorię. Filozofia nie była bowiem dla Grzegorza tylko naukową spekulacją, ale sposobem życia.
Teologia Grzegorza stała się standardem tego, co później nazwano ortodoksją chrześcijańską. Grzegorz był autorem trynitarnej terminologii teologicznej, która została przejęta przez uczonych chrześcijańskich różnych wyznań. Skorzystał ze wszystkich zasobów gramatycznych i syntaktycznych klasycznego języka greckiego, by wypracować model pojęciowy opisujący w sposób naukowy chrześcijańskiego Boga. Był też twórcą metodologii teologii, określając źródła tej nauki, przedmiot, specyfikę oraz metody rozumowania.
Zachowało się ponad 18 tysięcy wersów poezji Grzegorza, spośród ponad 30 tysięcy, które stworzył. Napisał 206 poematów historycznych lub biograficznych, 40 poematów dydaktycznych, 38 poematów religijnych oraz wiele epigramatów, aforyzmów, epitafiów i elegii. Używał heksametru daktylicznego, dystychu elegijnego i trymetru jambicznego. Jest uważany za najwybitniejszego liryka greckiego późnej starożytności. Najdłuższe jego dzieło, Opowieść o moim życiu (Περί τον εαυτού βίον; De vita sua), uchodzi za najdoskonalszą w całej literaturze greckiej autobiografię poetycką.
Proza Grzegorza była wysoce retoryczna, opierała się na klasycznych toposach. Mimo że w Konstantynopolu często drwiono z kapadockiego akcentu Grzegorza, to zbiór jego 44 mów stał się w greckich szkołach podręcznikiem wykształcenia retorycznego w ramach sztuk wyzwolonych, zastępując w dużej mierze prace Demostenesa. Grzegorz pisał prozą opartą na technicznych zasadach drugiej sofistyki. Struktura jego mów zbudowana została na kontrapunkcie semantycznym. Tworzył zdania z symetrycznie ułożonych fraz, wypełniając je bogatym słownictwem, grą słów, onomatopejami, gwałtownymi zmianami rytmu, dramatycznymi metaforami oraz klasycznymi i biblijnymi aluzjami.
W swoich pismach politycznych, Grzegorz sformułował postulat przekształcenia Cesarstwa Rzymskiego w imperium chrześcijańskie. To właśnie Cesarstwo uczyniło chrześcijaństwo uniwersalnym, ponieważ, jak to ujął Grzegorz: chrześcijaństwo od początku było rzymskie. Zintegrowało nowe ze starym w ten sposób, że nowe reprezentowało wszystko, co w starym było dobre. Dlatego bycie Rzymianinem stało się dla Grzegorz synonimem bycia chrześcijaninem. Ten pogląd, wyrażony w polemikach Grzegorza z cesarzem Julianem, wywarł olbrzymi wpływ na kolejne pokolenia myślicieli chrześcijańskich, władców, polityków, a także jego czytelników, którzy marginesy rękopisów prac Grzegorza wypełniali przez stulecia licznymi komentarzami.

## Życiorys

### Dzieciństwo i młodość

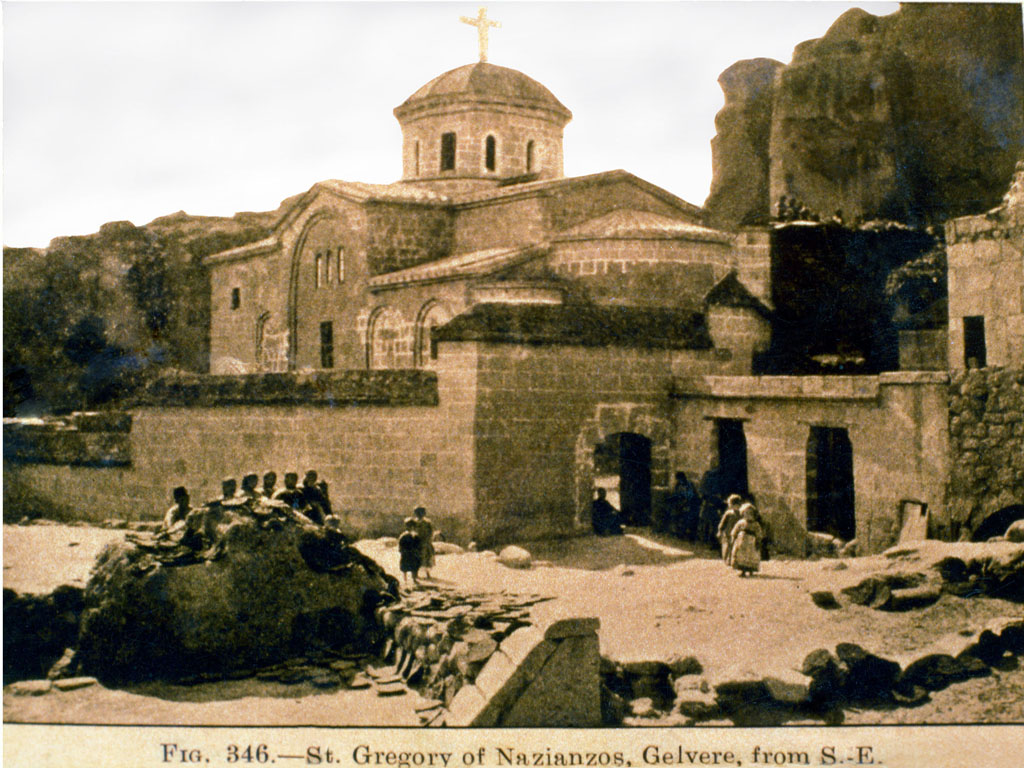
Kościół Grzegorza z Nazjanzu w jego rodzinnej Karbali. Zdjęcie z XIX wieku, sprzed wysiedlenia z miasta ludności greckiej. Wiadomo, że kościół w tym miejscu ufundował Grzegorz. Tureccy uchodźcy z Kastorii, którzy zajęli miejsce wygnanych Greków w 1922 roku, nazwali dawną posiadłość Grzegorza Pięknym Miejscem (Güzelyurt)

Grzegorz urodził się w rodzinnej posiadłości ziemskiej Karbala, niedaleko miejscowości Arianzos. Wydarzyło się to pomiędzy rokiem 326 a rokiem 330, najprawdopodobniej w roku 329 lub 330.
Karbala leżała w górzystej, środkowej części rzymskiej prowincji Kapadocja. W karbalskim latyfundium uprawniano głównie winorośl. Najbliższe miasto leżało około 10 kilometrów na północ. W lokalnym dialekcie zwano je Nazjanz ( Ναζιανζός), w oficjalnych dokumentach Diocezareą (Diocaesarea). Nazjanz położony był strategicznie, przy przełęczy górskiej na rzymskiej drodze z Antiochii do Konstantynopola, łączącej Bliski Wschód z Europą. Pełnił rolę stacji (stathmos, mansio) dla podróżujących. W mieście było wiele restauracji, hoteli, stajni; zamieszkiwali je obsługujący transport woźnice, stajenni, tragarze, kowale czy weterynarze.
W pierwszej połowie IV wieku Kapadocja, nie zniszczona wojnami, była jedną z bogatszych prowincji rzymskich. Panował tam ustrój klanowy z elementami matriarchatu. Silne osobowości kobiece z klanów kapadockich odegrały dużą rolę w życiu Grzegorza. Przyszły pisarz został wychowany w szacunku do swojego arystokratycznego dziedzictwa, pochodzącego z linii żeńskiej. W tradycji kapadockiej, podczas gdy kobiety zarządzały latyfundiami, mężczyźni zajmowali się działalnością polityczną, wojskową, bądź naukową. Grzegorz był do końca życia był blisko związany z mężczyznami z różnych klanów, którzy na dworze cesarskim tworzyli swego rodzaju stronnictwo. Brat Grzegorza był naczelnym lekarzem cesarskim i kwestorem prowincji Bitynia, szwagier generałem, a kuzyni, Bazyli z Cezarei oraz Grzegorz z Nyssy, uczonymi i biskupami.
Ojciec Grzegorza, również o imieniu Grzegorz, pochodził z bogatego klanu wyznającego hypistarianizm. Hypistarianie czcili monoteistycznego Boga, praktykując synkretycznie judaizm i zaratusztrianizm. Matka, Nonna, pochodziła ze świeżo wzbogaconego, ale o niższym statusie, klanu chrześcijańskiego. Rodzina Grzegorza Starszego nie zgodziła się na małżeństwo z Nonną i wygnała syna. Małżonkowie zamieszkali w Karbali, majątku rodziny Nonny. Dopiero po kilku latach doszło do porozumienia i wznowiono stosunki między dwoma klanami. Wkrótce później Grzegorz Starszy nawrócił się na chrześcijaństwo, choć data tego wydarzenia nie jest znana. Wiadomo, że najprawdopodobniej w roku 329, jako członek lokalnej elity, został wybrany na biskupa Nazjanzu. Nonna i Grzegorz Starszy pozostawali bezdzietni przez wiele lat. Ostatecznie urodziło im się troje dzieci: najstarsza Gorgonia, pierworodny syn Grzegorz i najmłodszy Cezary.
Grzegorz nie został ochrzczony ani w dzieciństwie, ani w młodości. Nawet zbliżając się do 30 roku życia, nie zdecydował się na zostanie katechumenem. Jego wykształcenie oparte zostało na klasycznej, przedchrześcijańskiej, greckiej literaturze i nauce.
Gdy Grzegorz miał kilka lat, matka zatrudniła prywatnego nauczyciela, zwanego pedagogos, który zaznajomił go z podstawami pisania, czytania i liczenia. Umiejętności te rozwijał w latach 342–344, ucząc się w szkole w Nazjanzie, gdzie wykładał nauczyciel tytułowany grammaticos. W roku 345 przebywał w Ikonion. Praktykował tam u wuja, który był uznanym prawnikiem i retorem. W latach 346–347 kontynuował naukę w stołecznej Cezarei Kapadockiej, gdzie uzyskał formalne potwierdzenie zaliczenia podstawowej edukacji w ramach sztuk wyzwolonych. Miał wówczas około 17 lat.

### Studia

#### Cezarea Palestyńska

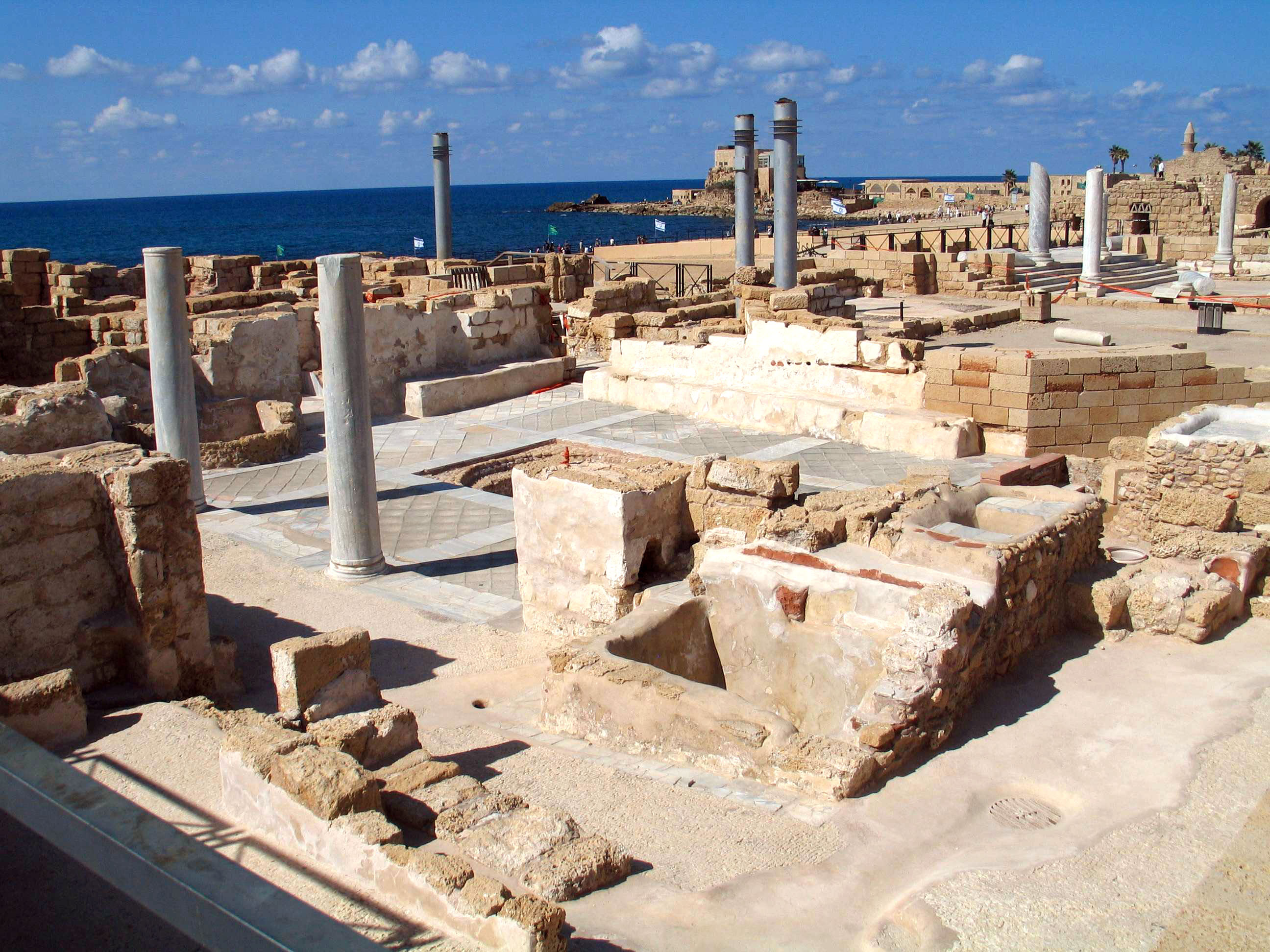
Pozostałości zabudowań późnostarożytnej Cezarei Palestyńskiej we współczesnym Izraelu

W roku 348 Grzegorz i jego brat Cezary zostali wysłani przez matkę na studia filozoficzne i retoryczne do cieszącej się wówczas dużym prestiżem uczelni w Cezarei Palestyńskiej. Uczelnię tę założył Orygenes, a jego następcami byli Pamfil i Euzebiusz z Cezarei. Grzegorz rozpoczął studia kilka lat po śmierci Euzebiusza. gdy głównym wykładowcą został politeista Thespesios. Thespesios był w filozofii zwolennikiem neoplatonizmu, a w retoryce drugiej sofistyki. Chrześcijańscy uczeni z Cezarei, na gruncie neoplatonizmu Orygenesa, próbowali połączyć grecką filozofię z biblistyką.
Studiując w cezarejskiej bibliotece Grzegorz zrobił ekscerpty z przechowywanych tam, współcześnie w części zaginionych, dzieł Orygenesa. Ekscerpty te posłużyły mu wiele lat później do napisania jednej z ważniejszych własnych prac, Filokalii. W Cezarei Grzegorz słuchał najprawdopodobniej Cyryla z Jerozolimy, który był wówczas u szczytu sławy jako filozof i teolog. To właśnie w Palestynie, pośród toczonych tam intensywnych dyskusji, Grzegorz zdobył podstawy wiedzy naukowej.

#### Aleksandria

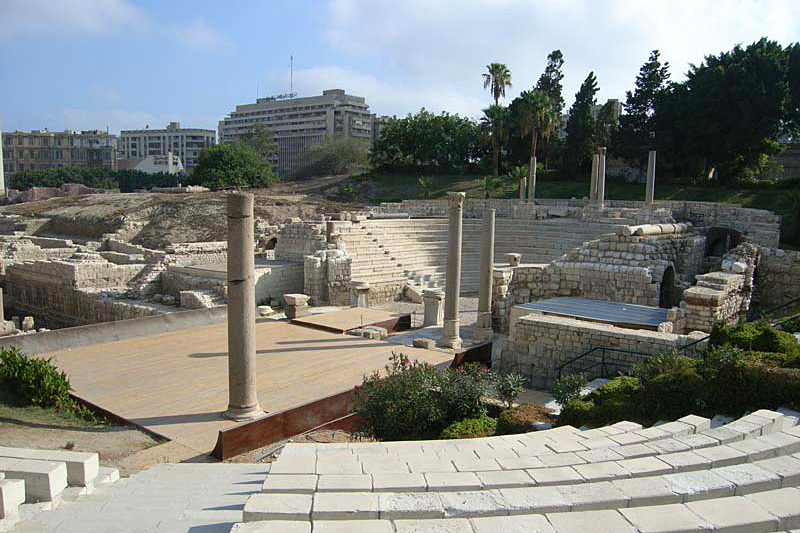
Pozostałości rzymskiego amfiteatru w Aleksandrii

Po roku studiów w Cezarei, Grzegorz przeniósł się do cieszącej się sławą najlepszej uczelni Cesarstwa, szkoły w Aleksandrii. Pod koniec 348 roku opuścił Palestynę i udał się do Egiptu. Tam, na życzenie matki, rozpoczął wraz z bratem studia medyczne.
Pobyt w Aleksandrii nie pozostał bez wpływu na późniejszą twórczość Grzegorza. Studia medyczne oddziałały na jego antropologię i soteriologię, w których opisywał człowieka za pomocą fachowego słownictwa, zwłaszcza anatomicznego. Słuchał też w Egipcie wykładów największych w tym czasie tamtejszych uczonych – Dydyma oraz Atanazego. Egzegeza Dydyma stanie się podstawą, na której Grzegorz rozwinie swój system egzegetyczny. Dzięki Atanazemu, który właśnie powrócił z drugiego wygnania, Grzegorz poznał filozofię stojącą za teologią staronicejską, którą sam później przekształcił w teologię nowonicejską. Wiele lat później, w roku 380, Grzegorz wygłosił w Konstantynopolu wielką mowę pochwalną poświęconą osobie biskupa Aleksandrii. Jednak podczas pobytu w Egipcie nie poznał Atanazego osobiście, nie uczestniczył w życiu lokalnego Kościoła, nic nie wskazywało na jego bliższe związki z chrześcijaństwem.
Studia w Aleksandrii nie trwały długo, prawdopodobnie kilka miesięcy. Grzegorz nie chciał zostać lekarzem. Sprzeciwił się poleceniom matki, zostawił brata w Egipcie i wsiadł na statek płynący do Aten. Po latach ocenił, że była to bardzo impulsywna decyzja. Wspominał, że gdy jego statek wypłynął z portu w Aleksandrii i minął Faros, postanowił poświęcić życie literaturze. Zafascynowany był zwłaszcza poezją Homera i Safony.

#### Ateny

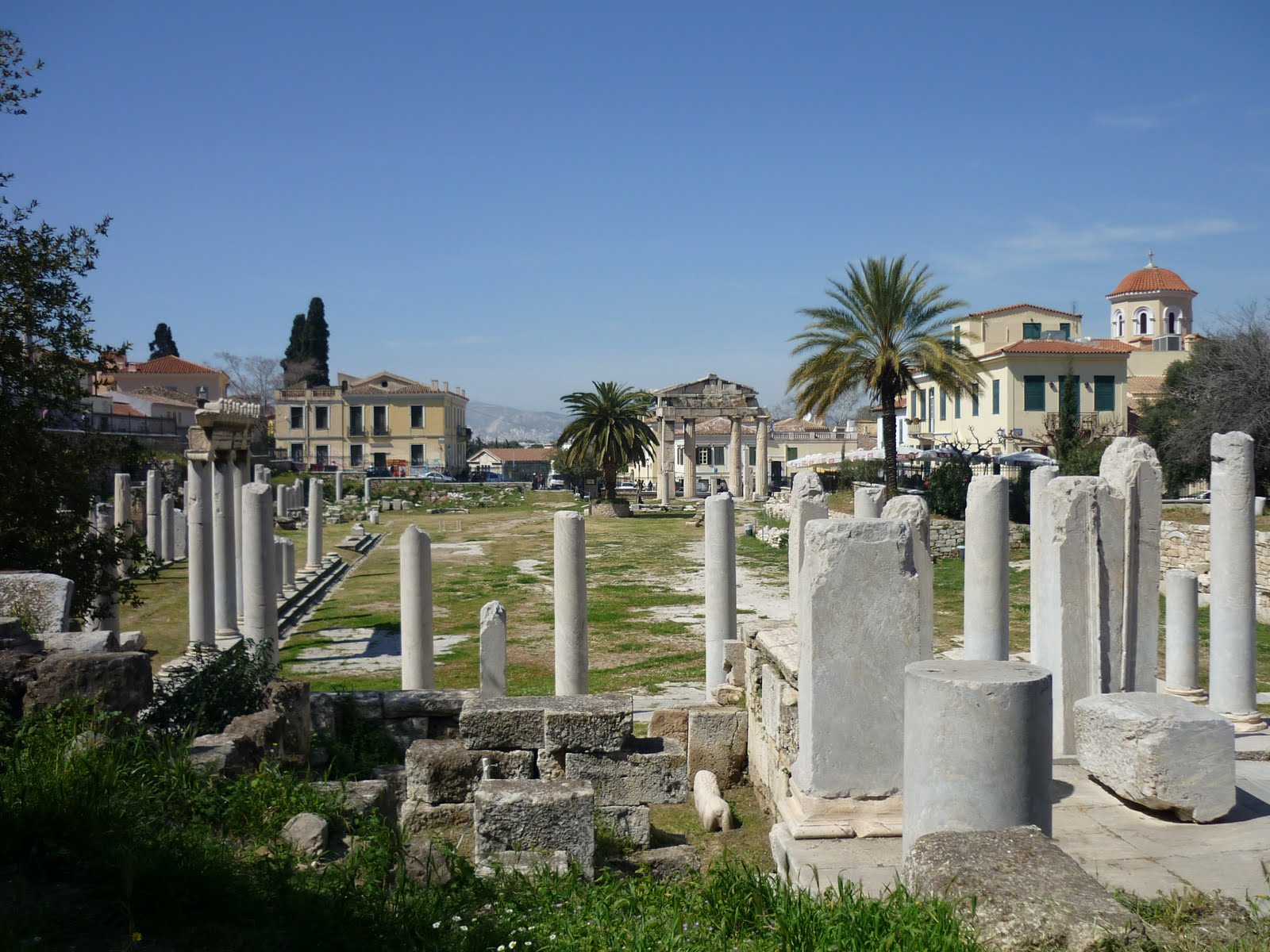
Pozostałości forum rzymskiego w Atenach, centrum życia społecznego i intelektualnego miasta w IV wieku. Niedaleko od forum mieszkał przez prawie 10 lat Grzegorz

Podczas podróży morskiej z Aleksandrii do Pireusu, Grzegorz przeżył dwa sztormy i musiał na dłużej zatrzymać się wpierw na Rodos, a następnie Eginie. Przybył do Aten prawdopodobnie późną wiosną 349 roku i pozostał tam przez prawie dekadę. Uważał, że jego wiedza i poglądy ukształtowały się ostatecznie w tym mieście. Pisał o nim: O Ateny, chwało Grecji! O Ateny, złote miasto nauki! We własnym klanie i rodzinnej Kapadocji Grzegorz był oskarżany o prowadzenie w Atenach próżniaczego życia, niegodnego arystokraty. Mówiono o rozpuście i hucznych zabawach. W późniejszych latach Grzegorz zaprzeczał tym pogłoskom.
Na uczelni większość wykładowców i studentów była politeistami. Wyznawcy chrześcijaństwa stanowili wśród studentów niewielką grupę. W świątyniach i na ulicach miasta odbywały się publiczne uroczystości ku czci Ateny i innych greckich bogów. Gromadziły one większe tłumy, niż nabożeństwa kościelne.
Program nauczania obejmował klasyczną literaturę i filozofię. Głównymi wykładowcami byli Eunapios i Libanios, uczeni krytyczni wobec monoteizmu i wrodzy chrześcijaństwu. Retoryki nauczali Himerios oraz jedyny chrześcijański wykładowca, Prohajrezjos. Autorami, których dzieła Grzegorz studiował w Atenach, byli: Anaksilas, Apollonios, Aratos i inni poeci z Antologii palatyńskiej, Arystofanes, Arystoteles, Kallimach, Demostenes, Diogenes, Heraklit, Herodot, Hezjod, Homer, Izokrates, Lukian, Lizjasz, Filon, Fokylides, Pindar, Platon, Plotyn, Plutarch, Safona, Symonides, Sokrates, Teokryt, Teognis oraz Tukidydes.
W Atenach Grzegorz studiował nie tylko literaturę, filozofię i retorykę. Poznawał i analizował sprzeczne twierdzenia różnych systemów religijnych, zarówno monoteistycznych, jak i politeistycznych. Systemy te opierały się na eklektyzmie i uniwersalizmie, poglądach dominujących w ówczesnych elitach intelektualnych Cesarstwa. Grzegorz właśnie w Atenach doszedł do wniosku, że to, co uważano w chrześcijaństwie za rzecz podstawową i oczywistą, czyli samo jądro doktryny, było z punktu widzenia nauki niespójnym zbiorem twierdzeń i pojęć. Problemy chrześcijaństwa nie były jednak dla Grzegorza priorytetem, dopóki do Aten nie przyjechał jego kapadocki kuzyn, Bazyli z Cezarei.
Bazyli przybył do Aten kilka lat po Grzegorzu. Ostatnie dwa lub trzy lata studiów Grzegorz gościł Bazylego w swoim mieszkaniu. Obaj być może znali się z dzieciństwa lub szkoły w Cezarei Kapadockiej. Jednak bardziej prawdopodobne, że spotkali się po raz pierwszy w Atenach. Jak później wspominał Grzegorz: dzieliliśmy pokój, stół i wszystkie swoje dnie i noce. Bazyli był zwolennikiem chrześcijaństwa. To on namówił Grzegorza do poszukiwania sposobu połączenia nauki z doktryną Kościoła. Rozstając się z Bazylim, Grzegorz obiecał przyjacielowi, że razem z nim poświęci się życiu filozoficznemu, co oznaczało pracę naukową w odosobnieniu.
W roku 355 Grzegorz poznał osobiście przyszłego cesarza Juliana, który przybył do Aten na studia. Stosunki między nimi były dobre, prawdopodobnie zaprzyjaźnili się. Grzegorz nawiązał bliskie stosunki także z wieloma innymi studentami, którzy później zajmowali wysokie urzędy państwowe. Byli wśród nich, między innymi, przyszli prefekt Konstantynopola, gubernatorzy prowincji, czy komisarze cesarscy. Grono przyjaciół z Aten odegrało ważną rolę w historii politycznej Cesarstwa drugiej połowy IV wieku.

### Powrót do Kapadocji

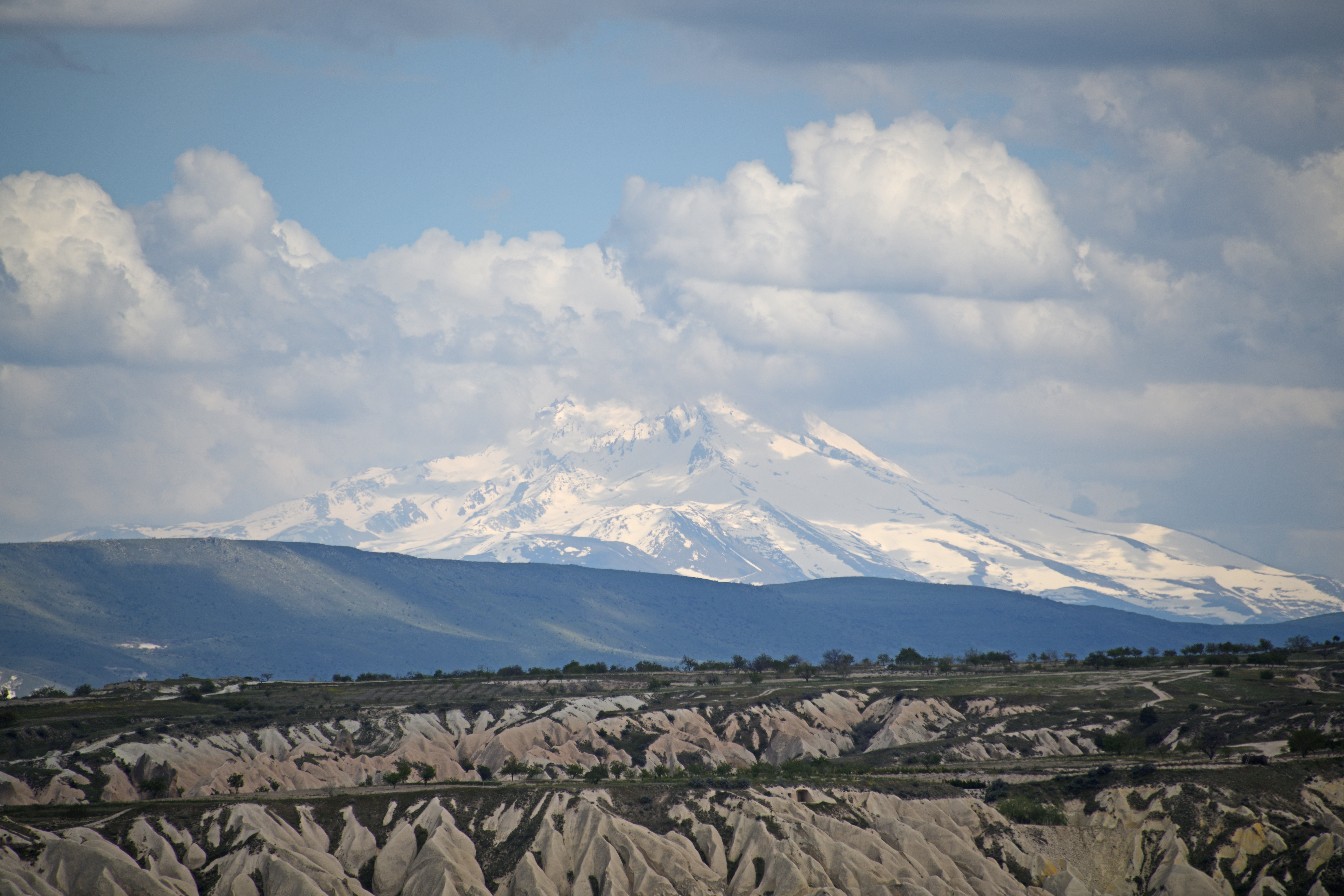
Argaios, najwyższy szczyt górski Kapadocji (3917 m). Widok od strony Karbali i Nazjanzu

Grzegorz przedłużał pobyt w Atenach jak to tylko było możliwe. W końcu jednak wyczerpała się cierpliwość matki, która przestała przesyłać Grzegorzowi pieniądze i w ten sposób zmusiła syna do powrotu do Kapadocji. Obawiając się całkowitego ograniczenia swojej wolności, Grzegorz podjął ostatni wysiłek, by przedłużyć beztroski okres życia. Z Aten udał się do Salonik i dalej przez Trację do Konstantynopola. Podróż trwała kilka miesięcy. Do rodzinnej Karbali powrócił najwcześniej wiosną 358 roku, chociaż być może dopiero w 359 lub 360 roku – po ponad 10 latach od wyjazdu na studia. Miał wówczas około 30 lat.
W tym okresie Grzegorz zdecydował się przyjąć chrzest. Nie jest jasne, czy do wydarzenia tego doszło w ostatnich miesiącach pobytu w Atenach, czy już po powrocie do Kapadocji. Zdania współczesnych badaczy są w tej sprawie podzielone. Pewnym jest, że w 361 roku Grzegorz był chrześcijaninem. Twierdził później, że do decyzji o chrzcie dojrzał po przeżyciu groźnego trzęsienia ziemi i po proroczym śnie. Jednak decydującą rolę w nawróceniu syna na chrześcijaństwo odegrała matka, która zdecydowała, że Grzegorz powinien obrać karierę lokalnego polityka i duchownego w Kapadocji. Od pozostałych dzieci Nonna nie wymagała chrztu. Siostra Grzegorza została ochrzczona dopiero na łożu śmierci.
Grzegorz odrzucił karierę polityczną, którą narzucał mu jego klan. Rozpoczął pracę jako nauczyciel retoryki. Zamieszkał w rodzinnej posiadłości. Kiedy zdobył własne środki finansowe, przeniósł się do oddzielnego budynku, na skraju latyfundium. Wypędzasz mnie z Karbali – pisał do matki – Ale przed kobiecymi rządami w domu umknę jak przed napaścią żmij. Jak stwierdził w liście do Bazylego, odseparowany od rodziny uprawiał filozofię wśród zajęć świeckich. Celem, który wówczas postawił sobie Grzegorz było zdefiniowanie i ucieleśnienie chrześcijańskiego życia filozoficznego. W tym okresie odwiedził go drugi z kapadockich kuzynów, Grzegorz z Nyssy, który podzielał naukowe zainteresowania przyszłego biskupa Konstantynopola.
W pierwszej połowie 361 roku Grzegorz wyjechał do Bazylego. Przyjaciele przebywali wpierw w Cezarei Kapadockiej, a później w rodzinnym majątku Bazylego w Poncie. Dyskutowali nad tym, w jaki sposób klasyczną ascezę filozoficzną przekształcić w ascezę chrześcijańską. W ten sposób budowali teoretyczne podstawy tego, co później nazwano monastycyzmem. Jednak stosunki między nimi pogorszyły się, Grzegorz wrócił do Karbali. Przyjaźń przekształciła się we frustrację i gorycz. Grzegorz zaczął postrzegać Bazylego jako źródło pouczeń i żądań, które uważał za irytujące i ograniczające jego wolność.

### Prezbiter w Nazjanzie

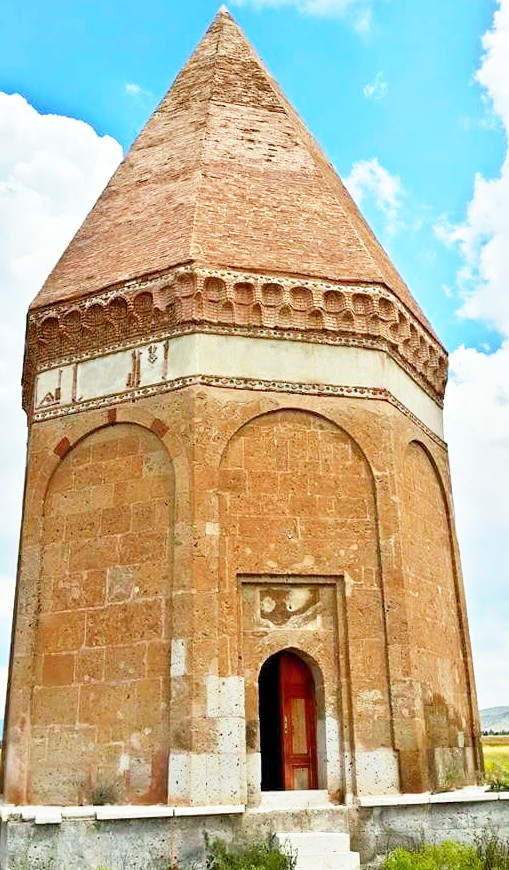
Grobowiec sułtana Bekara (Bekar Sultan Türbesi) w Bekarlar. Lokalizacja Nazjanzu nie jest pewna. Miasto zostało całkowicie zniszczone podczas najazdu Seldżuków. We współczesnej nauce przyjmuje się najczęściej, że na jego miejscu stoi turecka wioska Bekarlar. W wiosce znajduje się oktagonalny seldżucki grobowiec z XIII wieku. Część badaczy uważa, że zbudowano go na fundamentach starożytnej katedry, której kamienne mury wykorzystano jako budulec. Inni są zdania, że jest to grobowiec klanu Grzegorza, przebudowany przez Seldżuków. Wiadomo, że w IV wieku oktagonalny grobowiec klanu stał przy katedrze

Pod koniec 361 roku klan zażądał od Grzegorza wypełnienia spoczywającego na nim obowiązku. Chodziło o pomoc ojcu. Grzegorz Starszy miał wówczas około 80 lat, ale nadal pełnił funkcje administracyjne i duszpasterskie jako biskup Nazjanzu. W jego ręku spoczywała władza polityczna nad regionem. Urząd biskupa miał pozostać w klanie, a Grzegorz Starszy w synu widział swojego następcę. Natomiast młodszy Grzegorz chciał kontynuować swoje prace literackie i naukowe. Nie interesował się lokalną polityką.
Po wielu sporach z matką i ojcem, Grzegorz został w końcu zmuszony do przyjęcia święceń prezbiteriatu i podjęcia pracy w Nazjanzie. Stało się to w grudniu 361 roku lub w styczniu 362 roku. Grzegorz został prawnie związany z Nazjanzem i zobowiązany do posłuszeństwa biskupowi oraz pracy duszpasterskiej i administracyjnej na rzecz miasta i całego regionu. Niedługo po święceniach wyjechał z wizytą do Bazylego w Poncie, ale po dwóch miesiącach wrócił i zdecydował się podjąć spoczywające na nim obowiązki. W pierwszych kazaniach wygłoszonych w Nazjanzie mówił o tyranii życia publicznego narzuconej mu przez własny klan: Zostałem zwyciężony i uznaję swoją porażkę.
Problemy doktrynalne i polityczne, przed którymi stanął Grzegorz w 362 roku, były ogromne. W następnych latach problemy te narastały. Współcześni badacze uważają, że zrozumienie skomplikowanych relacji Grzegorza z rodzicami pozwala wyjaśnić nietypowy sposób, w jaki sprawował on urzędy publiczne, a także źródła jego nowatorstwa filozoficznego i teologicznego.
W Nazjanzie Grzegorz nie został przyjęty z entuzjazmem przez wszystkich. Zarzucano mu, że chciałby od razu zostać biskupem, tak jak jego ojciec. Część obywateli była zdania, że skoro zajmował się filozofią, to mógł przy tym zajęciu zostać. Te głosy krytyki wynikały z ówczesnych sporów doktrynalnych. Społeczność miasta była podzielona. Doszło do próby ustanowienia alternatywnej hierarchii kościelnej. Grzegorz Starszy należał do stronnictwa krytycznego wobec postanowień soboru nicejskiego. Był homojuzjaninem. Uważał, że Syn Boży jest podobny (homoiousios) do Ojca, a nie jest współistotny (homoousios) Ojcu. Poglądy jego syna były inne. Ukształtowały się w Aleksandrii, pod wpływem wykładów Atanazego. Młodszy Grzegorz był nicejczykiem. Nie chciał jednak otwarcie podważać autorytetu biskupa. Formułował publicznie własne tezy w ten sposób, aby rozbieżności nie osłabiły jego więzi z ojcem i nie dzieliły lokalnej społeczności. W konsekwencji miało to doprowadzić do teologicznej rewolucji.
Na decyzję Grzegorza o wejściu do życia publicznego miały też wpływ wydarzenia, które w tym czasie wstrząsnęły Cesarstwem. Konstancjusz, ostatni z synów Konstantyna, faworyzował chrześcijaństwo, przekazując w ręce biskupów uprawnienia przysługujące dotąd państwu. W roku 361 na czele zbrojnego buntu przeciwko tej polityce stanął kolega Grzegorza z Aten, Julian. Umierający cesarz zdecydował się ratować jedność państwa poprzez ogłoszenie Juliana swoim spadkobiercą i synem. Konstancjusz zmarł 3 listopada 361 roku. 11 grudnia Julian wkroczył do Konstantynopola, zapowiadając osłabienie politycznej i społecznej roli Kościoła. Kilka tygodni później Grzegorz przyjął święcenia kapłańskie w Nazjanzie. Pod wpływem wydarzeń politycznych zmienił pogląd na to, w jaki sposób powinno wyglądać życie filozoficzne. Porzucił pracę w odosobnieniu na rzecz publicznego zaangażowania. Stanął po stronie własnego ojca i innych chrześcijańskich duchownych, których zwalczał Julian. Uczynił to także z powodów filozoficznych, gdyż nie zgadzał się poglądami byłego przyjaciela. To właśnie podczas polemik z cesarzem, Grzegorz napisał swoje najważniejsze dzieła naukowe.

### Polityk i duchowny w Kapadocji

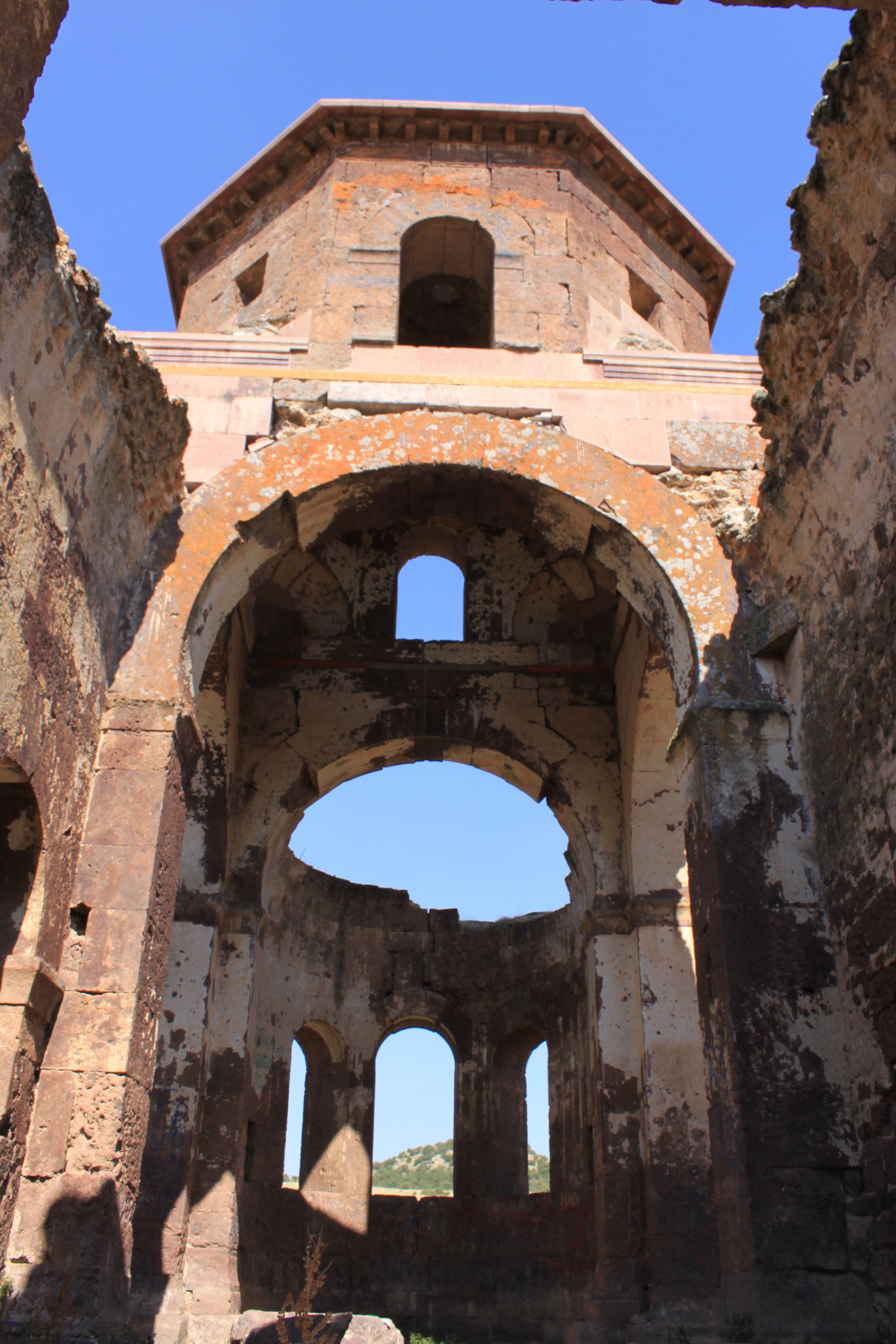
Pozostałości Czerwonego kościoła (Kizil Kilise) w kapadockim Sivrihisar (Güzelyurt), niedaleko Karbali. Przechowywano tam relikwie Grzegorza. Budowla pochodzi z VI wieku

Nazjanz leżał na drodze przemarszu legionów rzymskich na wojnę z Persją, dlatego późną wiosną 362 roku zorganizowano tam obóz wojskowy. W zmilitaryzowanym mieście rozpoczęto administracyjne ograniczanie praw chrześcijan. Władze nakazały przekazać wojsku bazylikę pełniącą funkcję katedry, przeznaczając ją na magazyn. Grzegorz stanął na czele buntu przeciwko tej decyzji i zaczął wygłaszać publiczne przemówienia, w których ostro krytykował władcę. W mowach tych nazwał cesarza apostatą, co utrwaliło się później jako przydomek Juliana. Po krótkich zamieszkach, odstąpiono od zajęcia katedry. Doświadczyli, że jeżeli na świecie kogoś łatwo lekceważyć, to nie Kapadocjan – skomentował Grzegorz.
Kilka tygodni później, w otwartym liście do gubernatora wojskowego Kapadocji, Grzegorz zaprotestował przeciwko usunięciu chrześcijańskich nauczycieli z lokalnych szkół, co nastąpiło po edykcie cesarskim z 17 czerwca. Po negatywnej odpowiedzi władz, Grzegorz zaczął pisać podręczniki szkolne dla chrześcijańskich uczniów, przeznaczone do samodzielnej nauki.
Julian oszczędził Nazjanz być może ze względu na dawną przyjaźń i szacunek dla Grzegorza, ale bardziej prawdopodobne, że przeważyły względy strategiczne. Cesarz nie chciał niepokojów na trasie przemarszu wojsk na front. Inne miasta Kapadocji potraktował surowo. Stołeczna Cezarea, gdzie również doszło do rozruchów, została pozbawiona statusu miasta, tamtejsze duchowieństwo wcielono do legionów, a na całą społeczność nałożono karę finansową.
Nie mogąc dyskutować z byłym przyjacielem osobiście, Julian napisał kilka pism polemicznych i urządził w Konstantynopolu publiczną debatę ze swoim lekarzem, bratem Grzegorza, Cezarym. Na wieść o tym wydarzeniu, jesienią 362 roku, Grzegorz wezwał brata, w imieniu rodziny, do rezygnacji ze stanowiska i powrotu do domu. Cezary porzucił karierę na dworze, przyjechał do Kapadocji i potwierdził obawy klanu dotyczące planów poszerzenia antychrześcijańskiej polityki Juliana. W tej sytuacji Grzegorz postanowił rozpocząć publiczną działalność polityczną, stając na czele antycesarskiego stronnictwa w Kapadocji. W pierwszej połowie 363 roku powstały najważniejsze prace polityczne Grzegorza.
W 372 r. uległ usilnej perswazji Bazylego i został wyświęcony na biskupa Sazimy. Nigdy jednak tego biskupstwa nie objął. Po śmierci ojca, przez krótki czas był biskupem w swoim rodzinnym mieście. Opuścił je jednak i osiadł w jednym z monasterów. Kiedy w kilka lat później zmarł patriarcha Konstantynopola, duchowieństwo i wierni stolicy Cesarstwa zwrócili się do Grzegorza, by objął katedrę patriarszą. Grzegorz zgodził się i w 379 r. przybył do Konstantynopola.
Jako patriarcha, Grzegorz zamieszkał przy małej kaplicy Anastasis (Zmartwychwstanie), właśnie tam głosił słynne Mowy teologiczne, które mu przyniosły największy rozgłos. Według renesansowych twórców miał nawoływać do spalenia dzieł Safony, jednak informacja ta nie znajduje potwierdzenia w źródłach.
W 381 do Konstantynopola został zwołany sobór. Grzegorz, jako głowa najważniejszego patriarchatu na Wschodzie, został jego przewodniczącym.
Działalność Grzegorza przysporzyła mu wielu wrogów. Byli to przede wszystkim duchowni „arianizujący” lub też po prostu zawistni. Sam charakter Grzegorza też, jak się wydaje, przyczyniał się do wzrostu tych niechęci. W efekcie na soborze doszło do licznych nieporozumień. Stanowisko Grzegorza nie uzyskało aprobaty, co doprowadziło do jego rezygnacji. Wrócił jeszcze na krótki czas do Nazjanzu, ale po to tylko, by dopilnować wybrania nowego biskupa. Wówczas wycofał się ostatecznie z życia publicznego.

### Śmierć

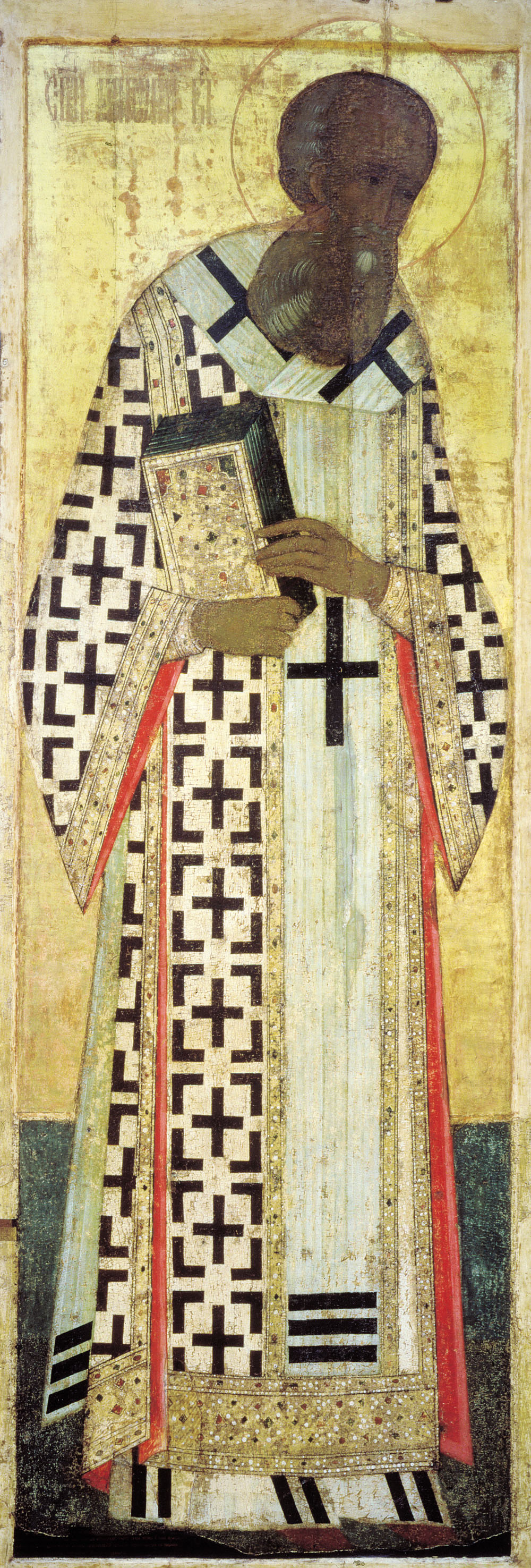
Grzegorz Teolog. Ikona Andrieja Rublowa z 1408 roku, wykonana dla katedry we Włodzimierzu. Przechowywana w moskiewskiej Galerii Trietiakowskiej

Grzegorz umarł w roku 390 lub 391. Datę 390 podał Hieronim ze Strydonu. Natomiast rok 391 wpisano w Księgę Suda, na podstawie zapisek przechowywanych w Konstantynopolu. Nie jest znane miejsce śmierci Grzegorza. Prawdopodobnie był to Nazjanz, gdyż tam go pochowano. Ciało biskupa złożono obok katedry, w grobowcu klanu, z którego się wywodził.
Sam napisał epitafium, które miano wyryć na jego grobie:
Syn ukochany Nonny i Grzegorza tutaj spoczywa,

  Grzegorz, co Trójcę czcił świętą i służył Jej,

I mądrością pochwycił mądrość, a jako młodzieniec

  W niebie nadzieję swą jako jedyny miał skarb.
W Opowieści o moim życiu, opublikowanej przed śmiercią, schorowany Grzegorz posumował własne życie: Otom jest: żywy trup. Pokonany, ale – o dziwo – w wieńcu zwycięzcy. Mam bowiem Boga i pobożnych przyjaciół zamiast tronu i próżnych zaszczytów. A wy, mędrkowie, kpijcie ze mnie, bawcie się moim kosztem i skaczcie z uciechy! Ułóżcie piosenkę o moich nieszczęściach. Będziecie ją śpiewać na zgromadzeniach, pijatykach i z ambony. Piejcie jak zawadiackie, tokujące koguty, które prężą się przed bezmyślną gawiedzią, bijąc się w boki skrzydłami. (...) Niech zgiełk głosów ludzkich odleci ode mnie jak lekki podmuch wiatru. Mam już wszystkiego szczerze dosyć.
W swoim ostatnim dziele, napisanym tuż przed śmiercią poemacie O naturze ludzkiej, konający Grzegorz siedział pod drzewem, przygnębiony i niespokojny, wciąż próbując rozwikłać zagadkę ludzkiej egzystencji. Jednak żadna z odpowiedzi, które sformułował wcześniej w swoich pracach, nie pocieszyła go w obliczu śmierci. Zdziwiony zauważył, że jego filozofia była błędna. Umierał w wieczornym mroku:
Pędzę w zawody z Czasem: na przemian jak ptactwo na niebie,

albo jak statki wśród mórz, w biegu mijamy się wciąż,

nie zaznając wytchnienia. Jednakże żaden z mych błędów

nie przemija, lecz trwa – jakiż z tym równa się ból?

Powiedz mi, powiedz, o co się modlić: czy może o życie?

Czy też raczej o śmierć? W jednym i drugim tkwi lęk.

Życie jest pełne omyłek i znojów – jeżeli zaś umrę,

moich poprzednich mąk nic nie uleczy, ach nic!

Skoro więc taką próbą jest dla mnie brzemię żywota,

tedy nawet i zgon z duszy nie zgoni mi trosk!

Otchłań po obu stronach. Co czynić. Zostało mi, Boże,

oczy ku Tobie wznieść, żebyś litościw mi był.

## Kult

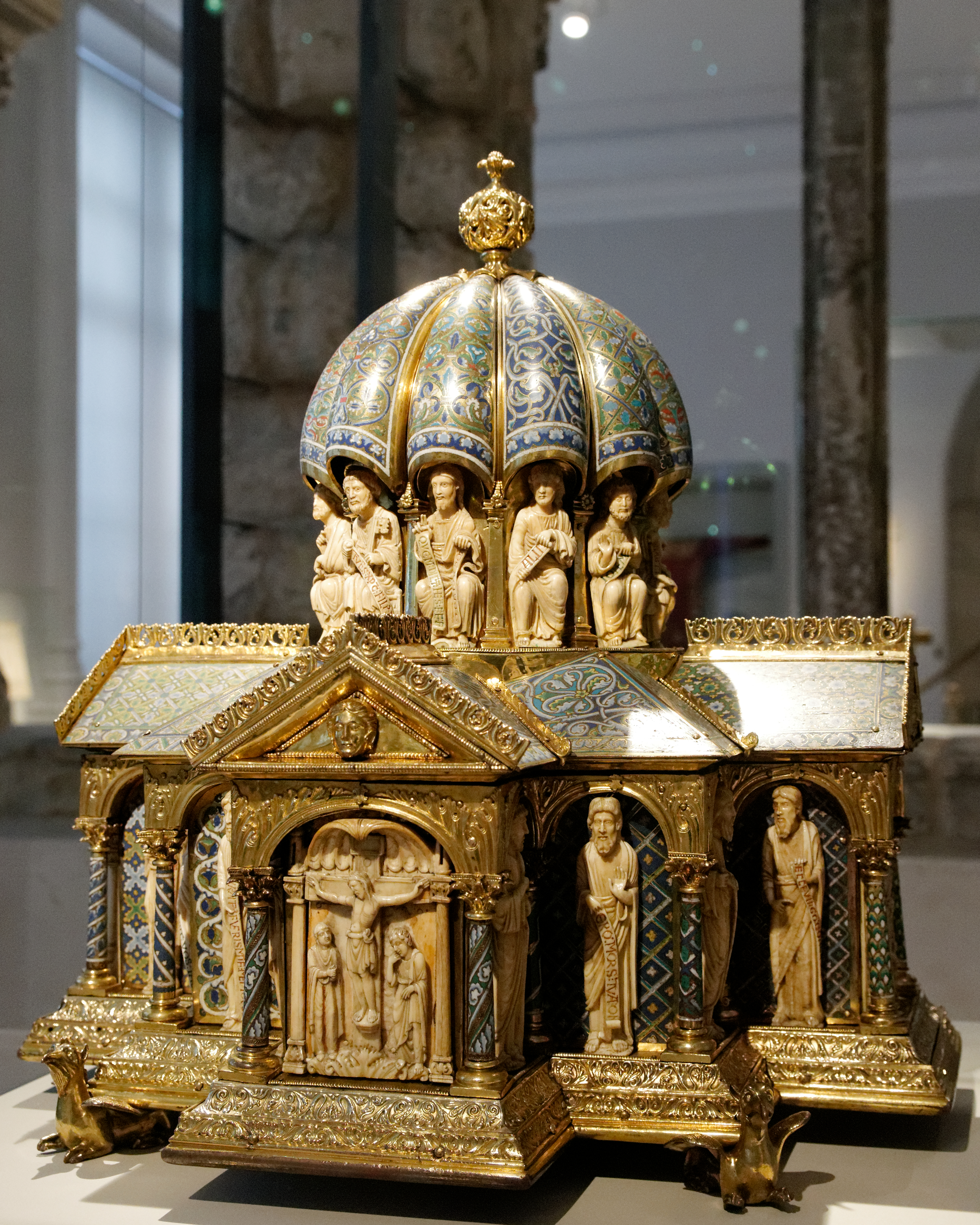
Relikwiarz na czaszkę Grzegorza, pochodzący z 1175 roku. Relikwię czczono w kościele w Karbali. Relikwiarz został prawdopodobnie wywieziony z Kapadocji podczas wypraw krzyżowych. Przechowywany w berlińskim Kunstgewerbemuseum

### Liturgia
W Kościele prawosławnym wspomina się Grzegorza dwukrotnie w ciągu roku. Pierwszy raz w domniemaną, tradycyjną rocznicę śmierci, 25 stycznia. Drugi raz 30 stycznia, razem z Bazylim z Cezarei i Janem Chryzostomem. W Kościele katolickim dniem poświęconym Grzegorzowi był przez wieki 9 maja, tradycyjna rocznica urodzin. W opublikowanym w 1969 roku Calendarium Romanum papież Paweł VI przeniósł wspomnienie liturgiczne na dzień 2 stycznia.
Najstarsza znana grecka pieśń liturgiczna poświęcona Grzegorzowi, średniowieczny troparion, ma formę modlitwy: Pozdrawiamy Cię teologicznymi pieśniami, trzodo Kościoła, liro Ducha, mieczu na herezje, słodyczy ortodoksów, drugi Janie wsparty na piersi Pana, który przez swe nauki stałeś się naocznym świadkiem Słowa, roztropnym przywódcą pasterzy; ty jesteś dobrym pasterzem, Grzegorzu, któryś oddał samego siebie za nas, jak Nauczyciel Chrystus, teraz zaś tworzysz chór z Pawłem, wstaw się za naszymi duszami. Łacińska aklamacja liturgiczna głosi: Bezprawnie oddalony od swej trzody, ojcze święty, doświadczyłeś cierpień i powtórnego wygnania, i tak stałeś się godny szczęśliwego końca, jak szlachetny atleta, który wałczył z najpodstępniejszym: twój powrót wychwala więc Kościół, któryś ty przyozdobił złotem swych najmędrszych nauk.
W wielu Kościołach prawosławnych i przedchalcedońskich Grzegorz zaliczany jest do tak zwanych doktorów liturgicznych. Jego ikony znajdują się za ikonostasem, przy ołtarzu. Ma na nich ikoniczną rangę równego ewangelistom i w takiej konwencji jest przedstawiany. Teologia Grzegorza uważana jest bowiem przez te Kościoły za podobnie natchnioną, co teologia autorów ewangelii. W Kościołach koptyjskim i etiopskim celebrowana jest liturgia nazwana imieniem Grzegorza. Chociaż dzieła Grzegorza wpłynęły znacząco na ukształtowanie się liturgii chrześcijańskiej, to we współczesnej nauce odrzuca się tezę, że był on autorem części tekstów.

### Translacje

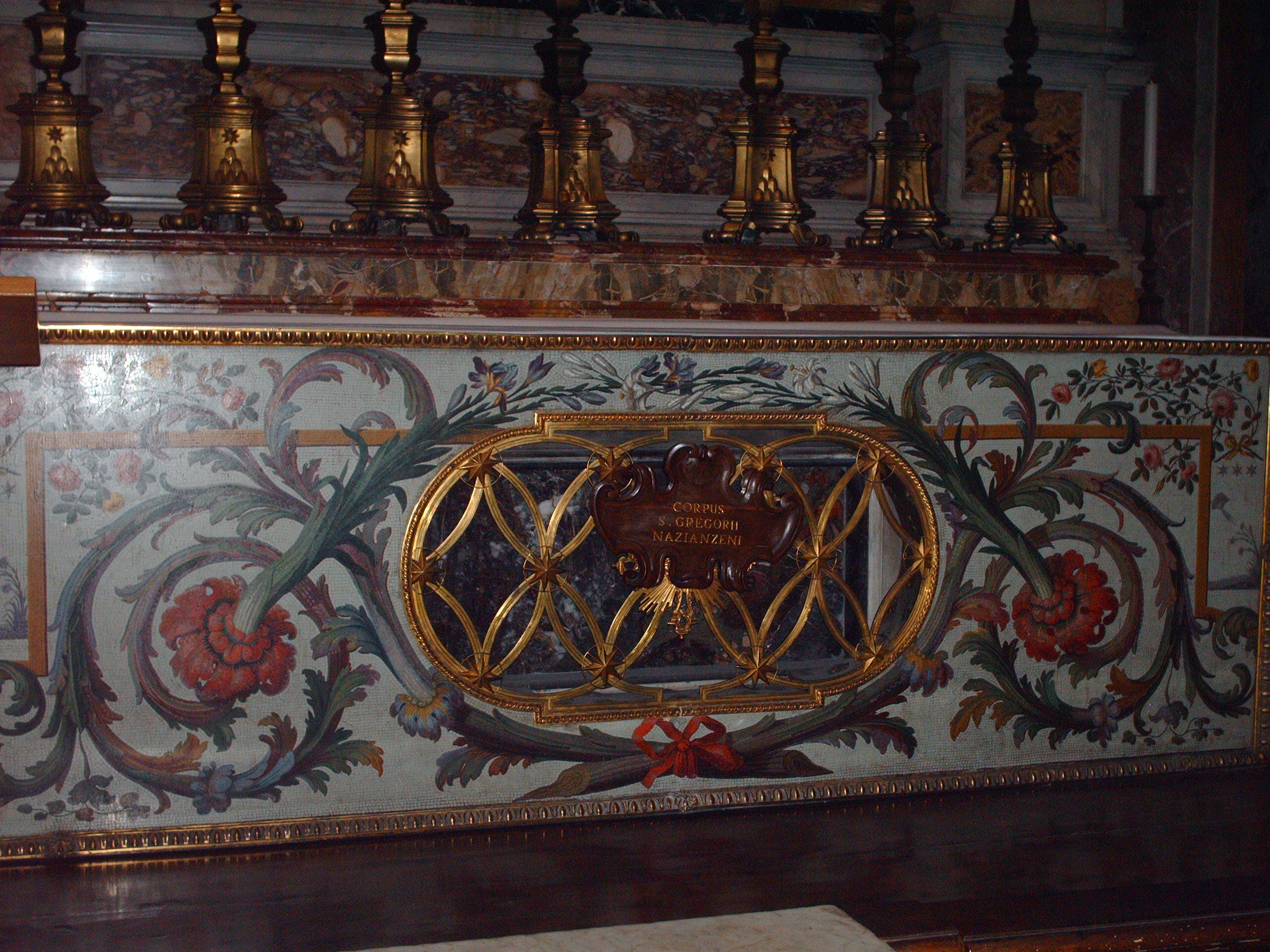
Grób Grzegorza (Corpus S. Gregori Nazianzeni) w XVI-wiecznym ołtarzu kaplicy Matki Bożej i świętego Grzegorza z Nazjanzu. Bazylika watykańska w Rzymie

W X wieku podzielono szczątki Grzegorza, pogrzebane w Nazjanzie i przeniesiono do kilku kościołów. Konstantyn Porfirogeneta nakazał sprowadzić relikwie do Konstantynopola. Cesarz obwołał Grzegorza świętym obrońcą miasta. W dekrecie stwierdził: Wróć do ludzi, na których kiedyś tak bardzo Ci zależało i nie zostawiaj nas sierotami. Inne relikwie przeniesiono do sanktuarium w Arianzos, zwanego współcześnie Czerwonym kościołem (Kizil Kilise). Czaszka biskupa Konstantynopola spoczęła w jego rodzinnej Karbali. Zachował się miedziany relikwiarz z 1175 roku, zaprojektowany aby pomieścić czaszkę, pokryty emalią żłobkową z rzeźbioną kością morsa i słonia.
W Konstantynopolu kości Grzegorza spoczęły w kościele Świętych Apostołów. W 1204 roku, po zdobyciu miasta przez krzyżowców, świątynia została splądrowana. W Wenecji ogłoszono, że żołnierze z tego miasta zdobyli i przywieźli ze sobą pełne i nienaruszone relikwie Grzegorza. Złożono je w kościele San Zaccaria w Wenecji.
W roku 1505 przeniesiono szczątki biskupa Konstantynopola z Wenecji do Rzymu. Relikwie złożono w kościele Santa Maria della Concezione na Polu Marsowym. Po ukończeniu przebudowy bazyliki św. Piotra, 5 czerwca 1578 roku, dokonano uroczystej translacji kości Grzegorza do Watykanu. Po prawej stronie konfesji świętego Piotra, papież Grzegorz XIII nakazał wybudować kaplicę pod wezwaniem Matki Bożej i świętego Grzegorza z Nazjanzu, zwaną gregoriańską. Grzegorz był pierwszym świętym złożonym i oficjalnie czczonym w bazylice watykańskiej. Relikwie umieszczono w miedzianej kasecie, którą opieczętowano i zamknięto w drewnianej skrzyni pokrytej płótnem. W ołtarzu z różowego marmuru umieszczono obraz Matki Bożej Wspomożycielki, a w szczytowej koronie napis Dei Genitrici Mariae Virgini et Gregorio Nazianzeno. W marmurowej podstawie ołtarza złożono relikwie Grzegorza, widoczne przez otwór w antepedium.
Pierwsza translacja do bazyliki watykańskiej odbiła się szerokim echem w Europie. W Rzeczypospolitej Piotr Skarga głosił: Grzegorz z Nazyanzu, i inni w Rzymie ciała swe ze wschodnich stron przeniesione mają; (...) wiele ztamtąd ustąpiło, przyszłą na Greki Turecką brzydkość i spustoszenie ukazując. Czem wszystkiem daje znać P. Bóg, iż jako sam mówi, gdzie jest ciało tam lecą i orłowie, gdzie prawy Kościół i głowa jego widoma Piotr Św. w swoich potomkach, tam też i Święci Boscy i po śmierci być chcą. Odpowiedział mu drukiem prawosławny polemista: ponieważ łacinnicy już od 809 roku popadli w schizmę o Duchu Świętym, więc Bóg posłał ciało swojego świętego, by ten nauczał ich prawdziwej wiary.
Autentyczność kości czczonych w Rzymie zakwestionowali już w XVII wieku bollandyści. Ci jezuiccy badacze stwierdzili, że przekaz XIII-wiecznych Wenecjan jest niewiarygodny i nieweryfikowalny. We współczesnej nauce zdania w tej sprawie są podzielone. Nie przeprowadzono naukowej analizy watykańskich relikwii.
W roku 2004 papież Jan Paweł II zwrócił kości Grzegorza, przechowywane w Rzymie, patriarsze Konstantynopola Bartłomiejowi I. Niewielka część relikwii pozostała w bazylice świętego Piotra, większość została uroczyście przeniesiona do Fanaru. Szczątki Grzegorza ułożono na aksamitnej poduszce i zamknięto w szkatule ze szlifowanego kryształu, która została umieszczona w prostokątnej urnie nakrytej alabastrem. W Stambule relikwiarz złożono w katedrze św. Jerzego.

## Dzieła
Grzegorz pisał swoje dzieła przeważnie podczas sporów filozoficznych lub teologicznych, czy też politycznych konfliktów. Jego twórczość miała charakter polemiczny. W różnorodnych sytuacjach używał odmiennych form literackich – od zwięzłych, jednozdaniowych formuł i definicji, z których słynął, aż po rozwlekłe analizy naukowe szczegółowych kwestii. Pod względem formy i treści, dzieła biskupa Konstantynopola uważane są za udane zastosowanie antycznych zasad tworzenia działa literackiego do piśmiennictwa chrześcijańskiego. Przez współczesnych badaczy Grzegorz określany jest mianem jednego z najwybitniejszych twórców w dziejach greckiej retoryki, epistolografii i poezji.
Biskup Konstantynopola uważany jest także za jednego z największych mistrzów inwektywy w historii literatury europejskiej. Używał tego gatunku literackiego prozą i wierszem. Zbiór obelg układał zgodnie z zasadami klasycznej retoryki. Jego greka była wysublimowana, a zniewagi łagodził sardonicznym humorem i żywymi opowieściami. Pomimo tego, niektóre fragmenty dzieł Grzegorza bywają szokujące dla nowożytnych czytelników. Sam autor twierdził, że jego inwektywy były wznioślejsze niż Słupy Heraklesa, bo dzięki nim ludzie ze wszystkich miejsc i czasów dowiedzą się, co stanie się z tymi, którzy zbuntują się przeciwko Bogu.
Jako autor, Grzegorz był i jest znany dzięki swoim mowom. Zachowało się ich kilkadziesiąt. Wygłaszał je w różnych okresach życia. Niektóre z nich zasługują na szczególne uznanie (o kapłaństwie, teologiczne, o Bazylim). Prócz tego pisał poematy (moralne, dogmatyczne, historyczne i autobiograficzne) oraz listy. To co wyróżnia wszystkie pisma Grzegorza, to wyrafinowany język, styl, forma. Lata studiów pozwoliły mu na zapoznanie się z całym bogactwem kultury helleńskiej. Korzystał z jej dorobku w sposób bardzo widoczny.
Pierwsze dzieła św. Grzegorza w Polsce opublikował filolog klasyczny Stanisław Grzebski żyjący w latach 1524–1570. Były to Dwa poematy Grzegorza Nazyanzeńskiego wydane w języku greckim i opatrzone obszerną łacińską przedmową Grzebskiego. Wydania polskie:
- Listy. J. Stahr (przekład z jęz. grec., wstęp i objaśnienia). Poznań: UAM, 2005, s. 333, seria: Pisma Ojców Kościoła 15. ISBN 83-89361-84-1.
- Mowy wybrane. Opracowanie zb.. Warszawa: IW Pax, 1967, s. 591.